# نسل سامپو
| نام                     | معنی                            | خیر | مورد           |
| ----------------------- | ------------------------------- | --- | -------------- |
| سامپو سدائه             | نسل سه                          | ۱   | دوران عاشقی    |
| سامپو سدائه             | نسل سه                          | ۲   | ازدواج         |
| سامپو سدائه             | نسل سه                          | ۳   | زایمان         |
| اوپو سدائه              | نسل پنج بیخیال                  | ۴   | استخدام        |
| اوپو سدائه              | نسل پنج بیخیال                  | ۵   | مالکیت خانه    |
| چلیپو سدائه             | نسل هفت بیخیال                  | ۶   | روابط بین فردی |
| چلیپو سدائه             | نسل هفت بیخیال                  | ۷   | امید           |
| گوپو سدائه              | نسل نه بیخیال                   | ۸   | سلامتی         |
| گوپو سدائه              | نسل نه بیخیال                   | ۹   | ظاهر فیزیکی    |
| سیپو سدائه/ وانپو سدائه | نسل ده بیخیال/ نسل سراسر بیخیال | ۱۰  | زندگی          |

نسل سامپو (کره‌ای: 삼포세대; هانجا: 三抛世代; لاتین‌نویسی اصلاح‌شده: samposedae) یا نسل سه بیخیال یک واژه جدید در کره جنوبی است و به نسلی اشاره می‌کند که بیخیال داشتن دوران مهرورزی، ازدواج و داشتن بچه شده‌اند. بسیاری از نسل جوان در کره جنوبی به دلیل فشارهای اجتماعی و مشکلات اقتصادی مانند افزایش هزینه‌های زندگی، پرداخت شهریه و کمبود مسکن مقرون به صرفه، نیل به این سه چیز را رها کرده‌اند. در ادامه اوپو سدائه یا "نسل پنج بیخیال" علاوه بر سه مورد قبلی قید اشتغال و مالکیت خانه را نیز زده‌اند. چیلپو سدائه ("نسل هفت بیخیال") موصوف افرادیست که قید روابط میان‌فردی را زده‌اند، گوپو سدائه ("نسل نه بیخیال") علاوه بر این‌ها سلامت جسمی و آراستگی ظاهری را نیز رها کرده‌اند. سرانجام، سیپو سدائه ("نسل ده بیخیال ") یا وانپو سدائه ("نسل سراسر بیخیال ") با دست کشیدن از زندگی به اوج خود می‌رسد. نسل سامپو مشابه نسل ساتوری در ژاپن است.

## ریشه‌های واژه
این اصطلاح توسط تیم گزارش‌های ویژه کیونگ هیانگ شینمون در سال ۲۰۱۱ در نشریه «صحبت دربارهٔ دولت رفاه» استفاده شد. آنها اعضای نسل سامپو را افرادی با مشاغل ناپایدار، محکوم به پرداخت وام‌های دانشجویی گران، ناآماده برای آغاز حرفه و غیره تعریف کردند که بدون هیچ چشم‌انداز روشنی ازدواج و فرزندآوری را به تعویق انداخته‌اند. این گزارش استدلال می‌کند که هزینه‌های تشکیل خانواده در کره جنوبی به دلیل تصمیم دولت برای واگذاری تأمین رفاه اجتماعی به خود خانواده‌ها بسیار زیاد گردیده. بر اساس این گزارش، ظهور نسل سامپو نشان می‌دهد که ساختار خانواده سنتی با سرعت نگران‌کننده‌ای در حال فروپاشی است. این کلمه و تعریف آن به سرعت در رسانه‌های مختلف و اینترنت کاربردی شد. این اصطلاح به معنای «نسل سه بیخیال» معروف است که به سه چیز اشاره دارد که نسل سامپو از آنها دست کشیده: مهرورزی، ازدواج و فرزندان.

## رویکرد جدید اقتصادی ازدواج
با توجه به این اصطلاح، نرخ ازدواج کره‌ای‌ها در حال تغییر است. به گفته مؤسسه مشاوره ازدواج Duo، بیش از ۳۴ درصد از ۱۴۴۶ زن مورد بررسی، توانایی مالی و شغل را در انتخاب همسر آینده در اولویت قرار داده‌اند و ۳۰ درصد بیشترین اهمیت را به شخصیت و ۹ درصد به ظاهر دادند. در جامعه مدرن، مجرد بودن مسلماً به مشکلی بزرگتر از بیکاری تبدیل شده‌است، نه به این دلیل که افراد نتوانسته‌اند شغل مناسب را برآورده کنند، بلکه به این دلیل که قدرت اقتصادی لازم برای ازدواج و تشکیل خانواده خود را ندارند.

## پژوهش

### دلیل وجود نسل سامپو در کره جنوبی
| دلایل پیوستن به نسل سامپو              | دلایل پیوستن به نسل سامپو              | دلایل پیوستن به نسل سامپو | دلایل پیوستن به نسل سامپو | دلایل پیوستن به نسل سامپو |
| -------------------------------------- | -------------------------------------- | ------------------------- | ------------------------- | ------------------------- |
|                                        |                                        |                           |                           | %                         |
| پولی برای پس‌انداز نیست                 | پولی برای پس‌انداز نیست                 |                           | ۵۳٫۵                      | ۵۳٫۵                      |
| با اینکه پول دارد باز هم شرایط سخت است | با اینکه پول دارد باز هم شرایط سخت است |                           | ۴۲٫۱                      | ۴۲٫۱                      |
| یافتن کار دشوار است                    | یافتن کار دشوار است                    |                           | ۳۳٫۱                      | ۳۳٫۱                      |
| حق مسکن پرداختی پایین است              | حق مسکن پرداختی پایین است              |                           | ۳۲٫۱                      | ۳۲٫۱                      |
| بدهی شخصی بالاست                       | بدهی شخصی بالاست                       |                           | ۱۶٫۸                      | ۱۶٫۸                      |

## مسائل مشابه در کشورهای دیگر
- در ایالات متحده، بسیاری از نسل هزاره و اواخر نسل ایکس نیز به نسل بومرنگی تعلق پیدا می‌کنند، جوانانی که علی‌رغم سن بالا در خانه والدینشان زندگی می‌کنند. این موضوع یک پدیده اجتماعی عمدتاً ناشی از نرخ بالای بیکاری همراه با رکودهای مختلف اقتصادی است و به نوبه خود بسیاری از فرزندان نسل بومرنگ به دلیل مشکلات اقتصادی، روابط عاشقانه و ازدواج را به تعویق می‌اندازند.
- در ژاپن، از حدود سال ۲۰۱۰ نسل جوان ۱۰ تا ۲۰ ساله[۸] " نسل ساتوری " نامیده می‌شود. آنها شبیه به "نسل سامپو" هستند. به‌طور معمول، آنها علاقه ای به اقلام لوکس، سفرهای خارج از کشور، پول و مشاغل موفق ندارند.[۹]
- در اروپا اصطلاحات و گروه‌های متعددی قابل مقایسه با «نسل سامپو» وجود دارد. در یونان به آنها نسل ۷۰۰ یورویی می‌گویند. این جوانان اغلب در مشاغل موقتی کار می‌کنند که حداقل حقوق آن ۷۰۰ یورو در ماه دریافت است. این اصطلاح در سال ۲۰۰۸ بروز پیدا کرد.[۱۰]
- در چین، یک پدیده محبوب به نام " تانگ پینگ " یا تخت دراز کشیدن بروز کرده، اصطلاح موصوف جوانان چینیست که انتظار جامعه از آنها را برای کار زیاد و طاقت فرسا و کاهش توقعاتشان به چالش می‌کشند.